# Załuż (przystanek kolejowy)
Załuż – przystanek kolejowy i ładownia w Załużu, w województwie podkarpackim, w Polsce, na linii Stróże – Krościenko. Znajduje się tu jeden peron. Stacja nie jest obsługiwana, m.in. z uwagi na wyłączenie z użytkowania dalszego odcinka linii kolejowej numer 108 (Uherce – Krościenko).
W styczniu 2012 roku pochodzący z XIX wieku opuszczony budynek stacyjny, w którym znajdowały się dawniej poczekalnia i kasa, został rozebrany.

## Ruch pasażerski
| Rok  | Wymiana pasażerska na dobę |
| ---- | -------------------------- |
| 2017 | –                          |
| 2022 | 0-9                        |